# 朱贤健
朱贤健（1982年10月13日—）是一名逃亡至中華人民共和國的朝鮮籍男子，身高160cm，前朝鲜人民军特种兵，后因姐姐“脱北”受牵连，被下放到龙北煤矿劳改九年，住咸镜北道慶源郡龙北1区4班。
2013年7月21日凌晨1时许，朱贤健非法越境到中国吉林省延边朝鲜族自治州境内。次日，在图们市红光乡集中村入室行窃、持刀抢劫伤人，逃离时被公安机关抓获。2014年3月25日，因犯偷越国境罪、盗窃罪、抢劫罪，被延吉市人民法院判有期徒刑十一年三个月，本预计于2023年8月21日释放，后分别在2017、2020年获得减刑。然而，由于害怕遣返朝鲜后被处死，2021年10月18日18时许，在剩余刑期为1年10个月时，朱贤健从吉林监狱脱逃。吉林警方曾发布悬赏通告，悬赏金最终提升到70万元人民币。2021年11月28日，朱贤健躲在吉林一废弃景区（丰满区松花湖黑瞎子沟）内被抓获，腿部中枪。